# Archilina duplaculaeta
Archilina duplaculaeta är en plattmaskart som först beskrevs av Ax och Armonies 1990, och fick sitt nu gällande namn av Martens och Curini-Galletti 1994. Archilina duplaculaeta ingår i släktet Archilina och familjen Monocelididae. Inga underarter finns listade i Catalogue of Life.